# 塔納河
塔納河（Tana River）是非洲國家肯尼亞最長的河流，河流全長800公里，自尼耶利以西的阿伯德爾山脈發源地向東流，繞過肯雅山流經水庫，朝北進入國家公園後轉向東南方，最終注入印度洋。

## 外部連結
- Floods in East Africa[永久]